# Jonathan Allen
Jonathan Allen nasceu em 16 de janeiro de 1995, e é um defensor (defensive tackle) de futebol americano do Washington Commanders da National Football League na NFL, Liga esportiva profissional de futebol americano. Ele se destacou quando jogou futebol americano universitário no Alabama, onde ganhou vários prêmios de jogador defensivo durante sua temporada de 2016, além de também ter ganhado o Campeonato Nacional de Playoff de Futebol Universitário do mesmo ano.  Então, Allen foi selecionado pelo Washington Commanders na primeira rodada do Draft da NFL de 2017, com ele fazendo dois Pro Bowls .

## Infância e primeiros anos no Futebol Americano
Nascido em Anniston, Alabama, Allen morou em Seattle, Carolina do Norte, Carolina do Sul, Pittsburgh e Maryland antes de se estabelecer em Ashburn, na Virgínia, onde frequentou a Stone Bridge High School . Os pais de Allen se separaram quando ele tinha três anos e sua mãe ficou com a custódia dele e de seu irmão, Richard Allen III. Mas aos oito anos, ele e o irmão foram levados pelos serviços de proteção à criança. E com isso Allen passou dez meses em um orfanato até que seu pai, Richard Allen Jr., sargento do Exército dos EUA,  de 1ª classe, conseguiu na justiça a custódia total dele e de seu irmão em 2004.
No seu último ano da escola, em 2012, ele foi o Jogador de Futebol do Ano do Virginia Gatorade . Em sua carreira escolar, ele teve 308 tackles (quando se derruba o jogador ofensivo com a posse de bola) e 44 sacks(quando o quarterback é derrubado atrás da linha de scrimmage, ainda com a bola na mão). Allen chegou a ser um recruta cinco estrelas e foi classificado entre os melhores de sua classe. Ele estava focado em conseguir jogar futebol americano universitário pela Universidade do Alabama .

## Carreira universitária
Chegando na Universidade, Allen disputou 13 partidas como um verdadeiro calouro no Alabama em 2013 e fez 16 tackles. No  seu segundo ano  de faculdade, em 2014, ele disputou todos os 14 jogos e fez 12 partidas. Conseguindo ser nomeado All- SEC do primeiro time depois de registrar 33 tackles e 5,5 sacks,  o que significa que ele fez parte de uma seleção de um "time ideal", que acontece anualmente com os jogadores de futebol americano universitário que se destacaram em suas respectivas posições durante a temporada. Como júnior em 2015, Allen foi titular em todos os 14 jogos do Crimson Tide, time da Universidade do Alabama, e venceram o Campeonato Nacional de Playoff de Futebol Universitário de 2016 em cima do Clemson Tigers por um placar de 45-40. E Allen ganhou o Troféu Bronko Nagurski, o Prêmio Chuck Bednarik e o Prêmio Lombardi pelo seu desempenho na temporada de 2016.

### Estatísticas universitárias
| Temporada | GP | Defesa | Defesa | Defesa | Defesa  |
| Temporada | GP | Cmb    | TfL    | Sacks  | Fumbles |
| --------- | -- | ------ | ------ | ------ | ------- |
| 2013      | 7  | 15     | 3      | 0,5    | 1       |
| 2014      | 14 | 32     | 11     | 5,0    | 0       |
| 2015      | 14 | 36     | 14,5   | 12,0   | 2       |
| 2016      | 15 | 69     | 16     | 10,5   | 0       |
| Totais    | 50 | 152    | 44,5   | 28,0   | 3       |

## Carreira profissional
Depois que se formou na Alabama, Allen estava sendo cotado para ser uma das cinco primeiras escolhas por alguns especialistas em draft da NFL, que é o processo seletivo em que as equipes escolhem jogadores novos, vindo do futebol americano universitário, para o seu elenco. Porém, sua popularidade com os drafts começou a cair depois que as equipes ficaram preocupadas quando ele foi diagnosticado com artrite em um dos ombros e passou por uma cirurgia em ambos, duas semanas antes do Combine, que é um evento que acontece anualmente com o intuito de que os atletas inscritos no draft se mostrem para as 32 franquias. Nele são feitas avaliações médicas, entrevistas e testes em que os jogadores demonstram suas habilidades físicas e intelectuais.
Ainda assim ele foi classificado como o melhor defensive tackle, jogador defensivo,  pela Sports Illustrated, Pro Football Focus e NFLDraftScout.com. E a ESPN o classificou como o segundo melhor atacante defensivo, atrás de Myles Garrett. Mesmo com o diagnóstico de artrite, Allen foi cotado como sendo uma escolha de primeira rodada por analistas e olheiros. Predefinição:NFL predraft

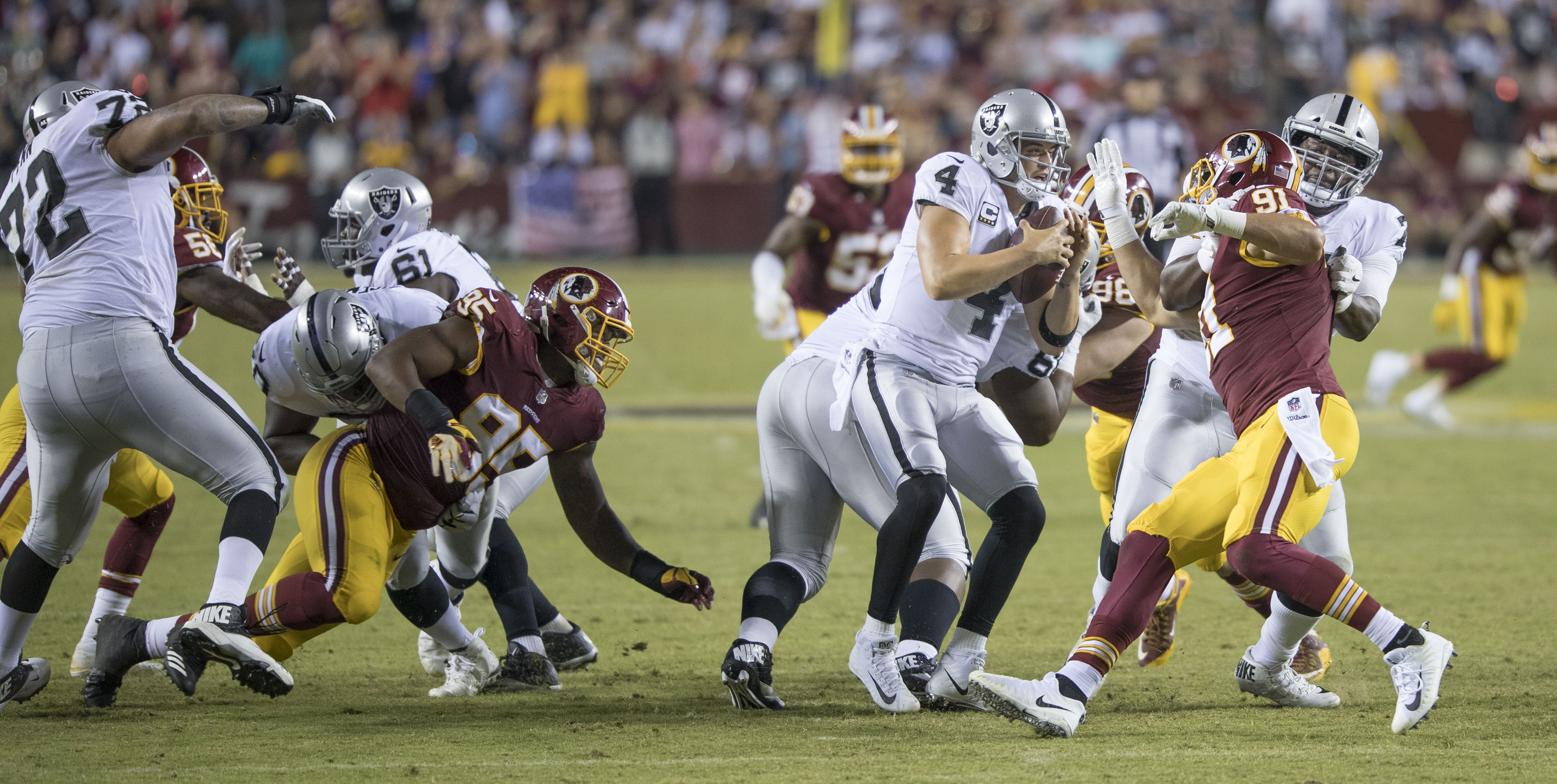
Allen (#95) em um jogo contra o Oakland Raiders durante sua temporada de estreia

E os Washington Redskins, não perderam tempo e selecionaram Allen na primeira rodada, que ficou em 17º no geral, do Draft da NFL de 2017 . Ele assinou seu contrato primeiro contrato com eles de quatro anos, como novato, no valor de US$ 11,59 milhões, em 11 de maio de 2017.
Fazendo seu primeiro sack na carreira em um jogo da Semana 3 contra o Oakland Raiders. Mas na semana 6, ele sofreu uma lesão de Lisfranc que é uma fratura e/ou desvio no médio-pé que rompe uma ou mais articulações tarsometatársicas, na partida contra o San Francisco 49ers . E mais tarde, ele foi submetido a uma nova cirurgia e foi colocado na reserva em 19 de outubro de 2017.
Allen retornou para a temporada de 2018 e foi titular em todos os 16 jogos, marcando oito sacks, 61 tackles e 15 rebatidas de quarterback. Fazendo com que o time exercesse a opção de adicionar um quinto ano ao seu contrato em 27 de abril de 2020. Depois que o novo coordenador defensivo do time, Jack Del Rio, implementou um esquema defensivo de 4-3 , Allen que estava jogando na posição de defensive end nas três primeiras temporadas profissionais de sua carreira, mudou de volta para o defensive tackle.
Quando chegou o fim de seu primeiro contrato, Allen assinou uma extensão de contrato para jogar por mais quatro anos no valor de US$ 72 milhões, em 27 de julho de 2021.
Contudo, em 13 de dezembro de 2021, ele foi colocado na lista de reserva do COVID-19, mas voltou à escalação ativa depois de apenas 5 dias. E nesta mesma temporada, marcou um sack no jogo da Semana 15 contra o Philadelphia Eagles,estabelecendo assim um novo recorde na carreira de 8,5 sacks em uma única temporada. Durante uma derrota no Sunday Night Football para os Cowboys na Semana 16, Allen deu um soco no companheiro de equipe Daron Payne na linha lateral. Embora tenha tido uma temporada agitada, ele foi votado para o Pro Bowl de 2022, seu primeiro, após a temporada.
Na semana 1 da temporada de 2022, ele marcou três tackles e um sack.  Fez a sua primeira interceptação em Justin Fields e seu primeiro fumble forçado na vitória da semana 6 sobre o Chicago Bears.. E depois de uma ótima temporada, em dezembro de 2022, ele foi votado em seu segundo Pro Bowl consecutivo.

## Estatísticas de carreira na NFL
| Year   | Team   | Games | Games | Tackles | Tackles | Tackles | Tackles | Tackles | Fumbles | Fumbles | Fumbles | Fumbles | Interceptions | Interceptions | Interceptions | Interceptions | Interceptions | Interceptions |
| Year   | Team   | GP    | GS    | Cmb     | Solo    | Ast     | Sck     | Sfty    | FF      | FR      | Yds     | TD      | PD            | Int           | Yds           | Avg           | Lng           | TD            |
| ------ | ------ | ----- | ----- | ------- | ------- | ------- | ------- | ------- | ------- | ------- | ------- | ------- | ------------- | ------------- | ------------- | ------------- | ------------- | ------------- |
| 2017   | WAS    | 5     | 5     | 10      | 3       | 7       | 1.0     | 0       | 0       | 0       | 0       | 0       | 0             | 0             | 0             | 0.0           | 0             | 0             |
| 2018   | WAS    | 16    | 16    | 61      | 35      | 26      | 8.0     | 0       | 0       | 0       | 0       | 0       | 0             | 0             | 0             | 0.0           | 0             | 0             |
| 2019   | WAS    | 15    | 15    | 68      | 46      | 22      | 6.0     | 0       | 0       | 1       | 0       | 0       | 1             | 0             | 0             | 0.0           | 0             | 0             |
| 2020   | WAS    | 16    | 16    | 63      | 36      | 27      | 2.0     | 1       | 0       | 1       | 0       | 0       | 0             | 0             | 0             | 0.0           | 0             | 0             |
| 2021   | WAS    | 17    | 17    | 62      | 31      | 31      | 9.0     | 0       | 0       | 0       | 0       | 0       | 0             | 0             | 0             | 0.0           | 0             | 0             |
| 2022   | WAS    | 16    | 16    | 65      | 44      | 21      | 7.5     | 0       | 2       | 0       | 0       | 0       | 3             | 1             | 1             | 1.0           | 1             | 0             |
| Career | Career | 85    | 85    | 329     | 195     | 134     | 33.5    | 1       | 2       | 2       | 0       | 0       | 4             | 1             | 1             | 1.0           | 1             | 0             |

## Vida pessoal
Jonathan Allen se casou com Hannah, sua atual esposa, em julho de 2018. E, por conta da sua experiência pessoal com o sistema de assistência social, Allen frequentemente ajuda abrigos para moradores de rua .
Jonathan Allen cresceu sendo um torcedor do Washington Redskins, o mesmo time que o convocou no primeiro turno.